# Schizo Deluxe
Schizo Deluxe – jedenasty album studyjny kanadyjskiej grupy muzycznej Annihilator. Wydawnictwo ukazało się 8 listopada 2005 roku nakładem wytwórni muzycznej AFM Records.

## Lista utworów
Opracowano na podstawie materiału źródłowego.
Muzyka i słowa Jeff Waters, z wyjątkiem utworu "Pride" autorstwa Watersa i Paddena.
1. "Maximum Satan" - 04:36
2. "Drive" - 04:58
3. "Warbird" - 04:42
4. "Plasma Zombies" - 04:45
5. "Invite It" - 04:57
6. "Like Father, Like Gun" - 04:20
7. "Pride" - 04:56
8. "Too Far Gone" - 04:23
9. "Clare" - 06:46
10. "Something Witchy" - 05:22

| Limited edition digibook |
| --- |
| 1. "Maximum Satan" - 04:36 2. "Drive" - 04:58 3. "Warbird" - 04:42 4. "Plasma Zombies" - 04:45 5. "Invite It" - 04:57 6. "Like Father, Like Gun" - 04:20 7. "Pride" - 04:56 8. "Too Far Gone" - 04:23 9. "Clare" - 06:46 10. "Something Witchy" - 05:22 11. "Weapon X" - 03:33 12. "I Am in Command" - 03:52 13. "Annihilator" - 04:03 |

## Twórcy
Opracowano na podstawie materiału źródłowego.
- Dave Padden – wokal prowadzący
- Jeff Waters – gitara rytmiczna, gitara prowadząca, gitara basowa, produkcja muzyczna, inżynieria dźwięku
- Tony Chappelle - perkusja
- Chris Coldrick - miksowanie

## Wydania
| Rok  | Nr katalogowy | Format              | Wytwórnia   | Region | Źródło |
| ---- | ------------- | ------------------- | ----------- | ------ | ------ |
| 2005 | AFM 100-9     | CD, Album, Ltd, Dig | AFM Records | Niemcy | [ 6 ]  |
| 2005 | AFM 100-2     | CD, Album           | AFM Records | Niemcy | [ 6 ]  |